# Staatswerft Rendsburg-Saatsee
Die Staatswerft Rendsburg-Saatsee firmiert heute als Bauhof Rendsburg, repariert und betreut als Reparaturwerft Schiffe und technische Anlagen des Nord-Ostsee-Kanals.

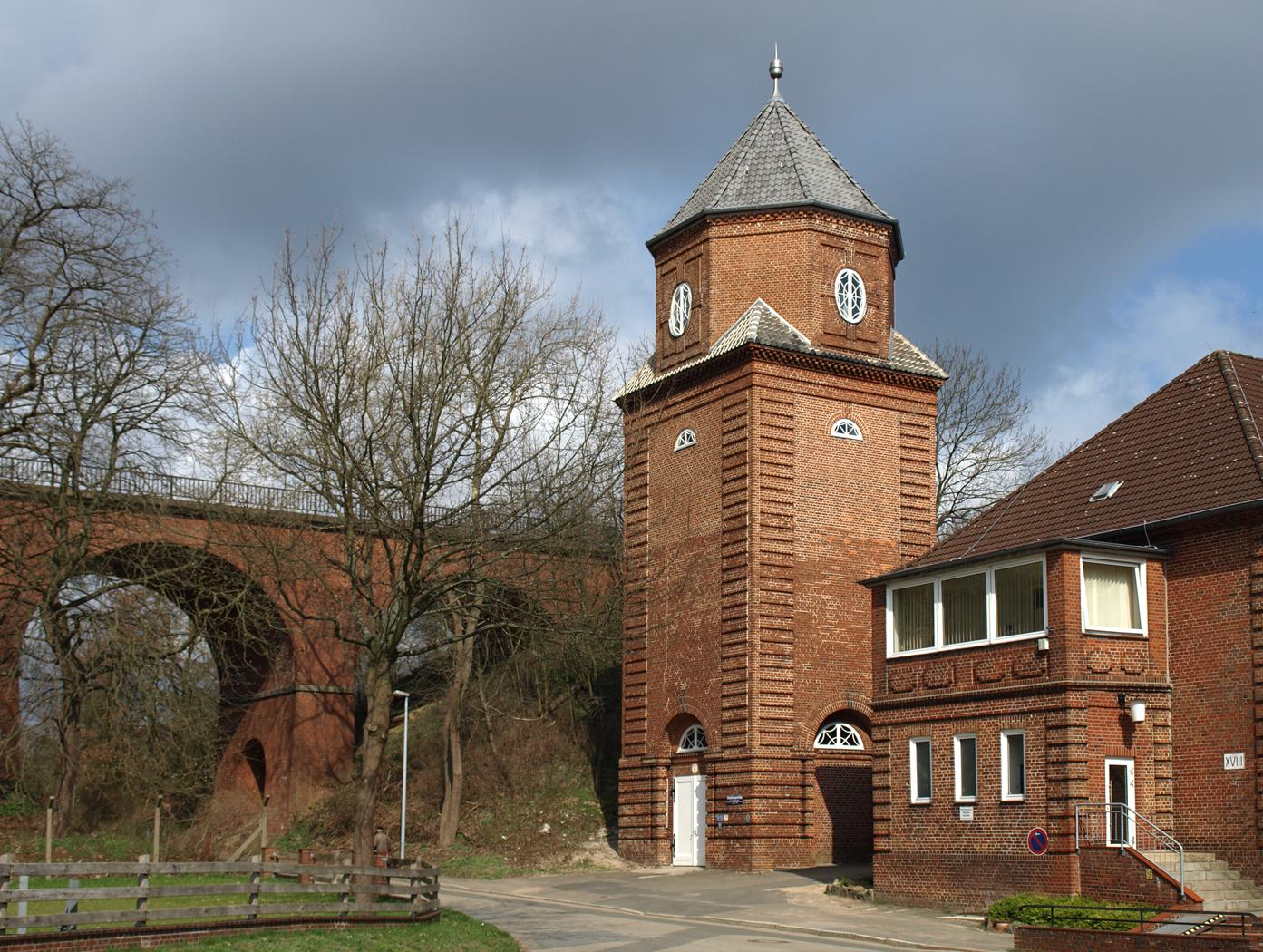
Rendsburg, Schleswig-Holstein, Wasserturm Saatseewerft

## 1895 Kaiserliche Maschinenbau Inspection
Vorgänger der Staatswerft Rendsburg-Saatsee war die 1895 gegründete Kaiserliche Maschinenbau Inspection zur Wartung von Fahrzeugen der Nord-Ostseekanal-Verwaltung. Marineinspektionen und Inspektionen in der deutschen Kaiserlichen Marine waren militärische Kommandobehörden. Später kamen auch technische Inspektionen hinzu. In diesem Fall für die Wartung und Reparatur von Arbeitsfahrzeugen und Fähren des Kanals.

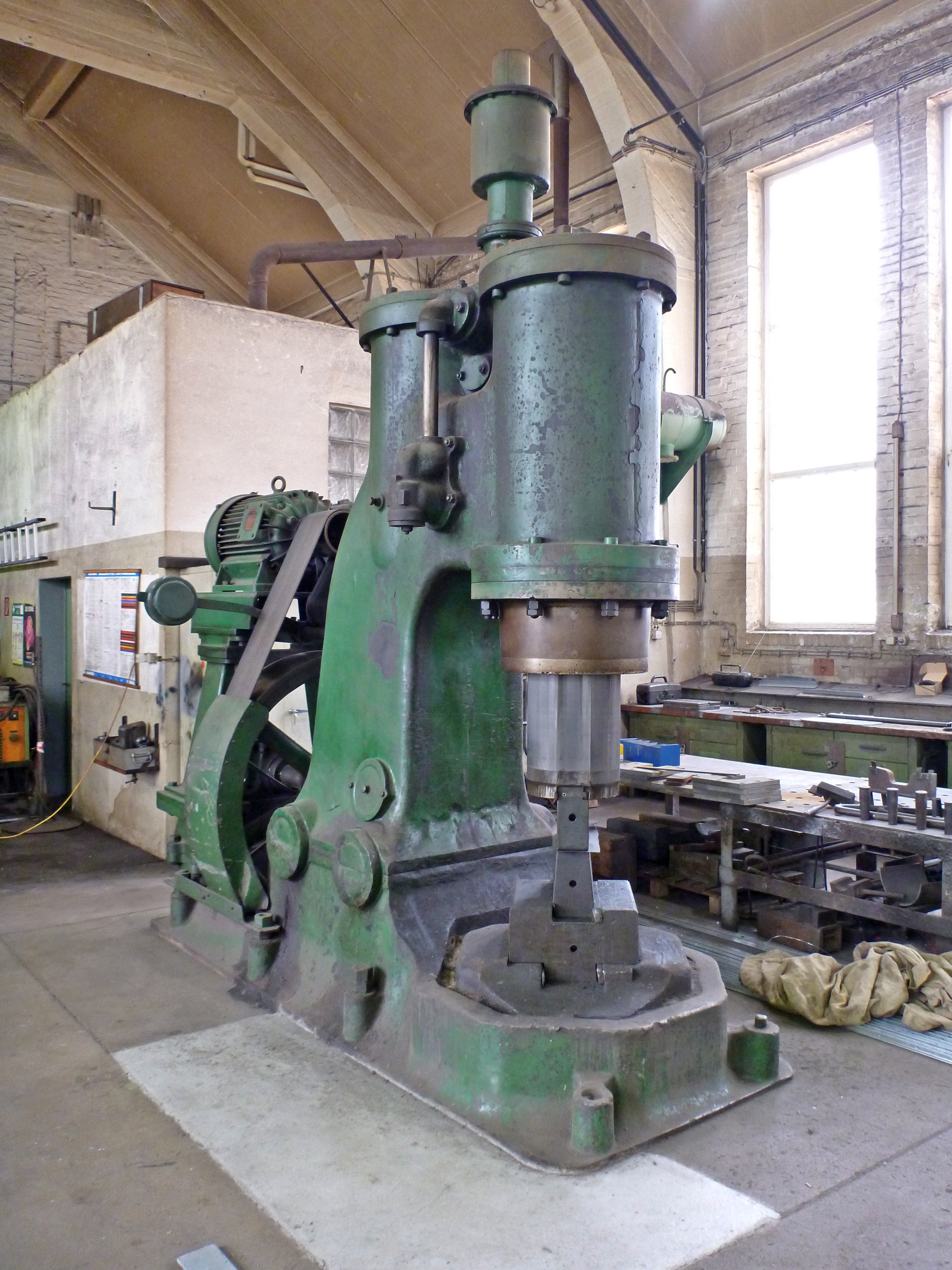
Ehemalige Staatswerft Rendsburg-Saatsee: Historischer Dampfhammer in der Maschinenwerkstatt (Gebäude VIII)

## 1912 Wasserstraßen Maschinenamt Saatsee
1912 wurde der Betrieb erweitert und in Wasserstraßen Maschinenamt Saatsee umbenannt. Nach dem Ersten Weltkrieg kamen ab 1936 neben den Wartungs- und Reparaturaufträgen auch der Neubau von Schiffen und Prahmen dazu. Es begann mit zwei Baggerschuten, die zur Instandhaltung des Kanals benötigt wurden.

## 1949 Staatswerft Rendsburg-Saatsee
1949 wurde der Werftbetrieb abgetrennt und in Staatswerft Rendsburg-Saatsee umbenannt. Ab 1950 wurden anspruchsvollere Schiffe gebaut, und schon 1950 erfolgte der Neubau von zwei Kettenfähren für den Kanal, weitere Neubauten waren Steinbagger, Klappschuten, Wohnschiffe, ein Taucherschiff und immer wieder Kanalfähren.

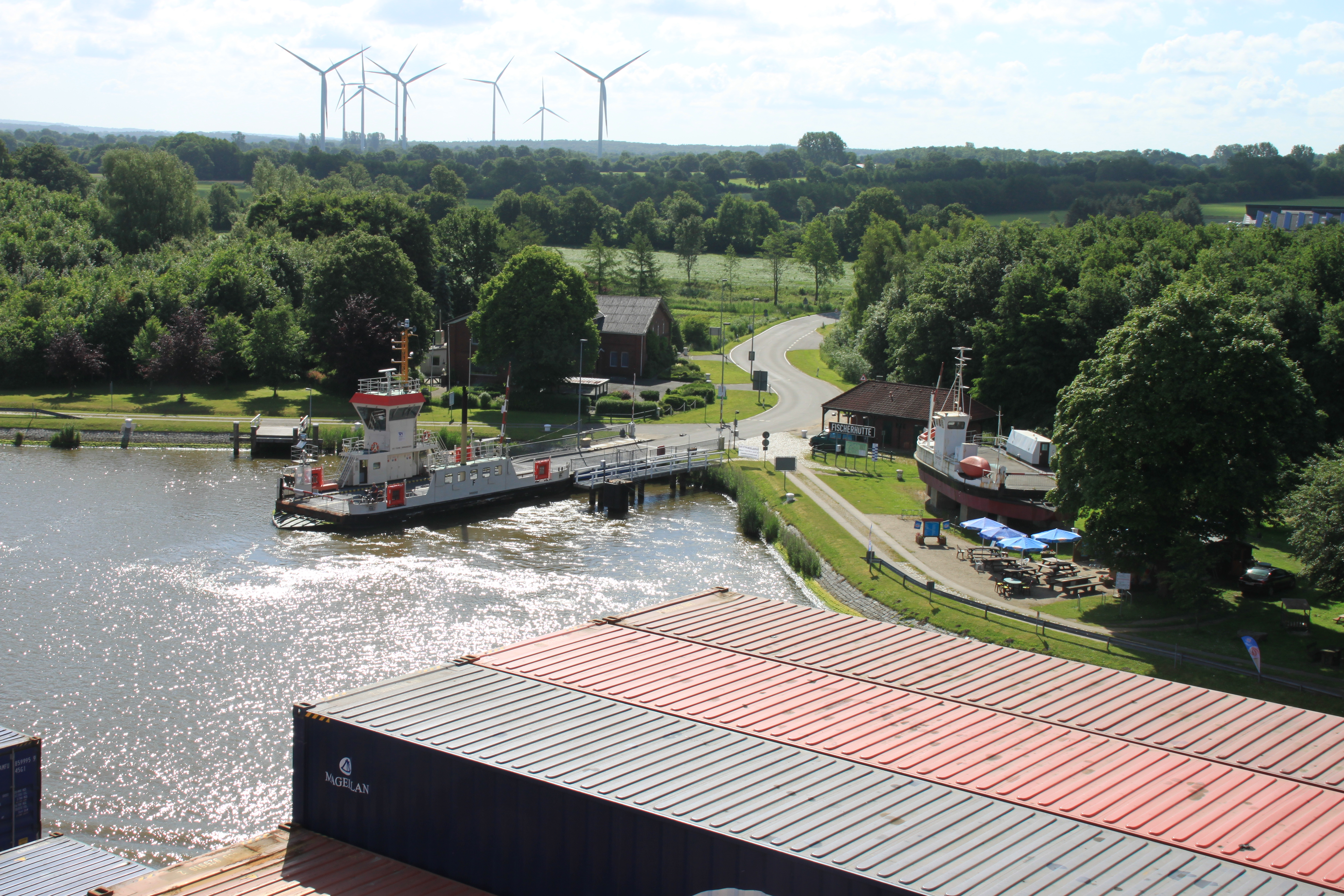
Aktive Fähre Fischerhütte mit 1990 an Land gestelltem Fährendenkmal der 1950 in der Staatswerft Rendsburg-Saatsee gebauten Kettenfähre

Inzwischen gehört der Werftbetrieb zum Bauhof Rendsburg, einer Organisationseinheit und Außenstelle des Wasserstraßen- und Schifffahrtsamtes Nord-Ostsee-Kanal (WSA NOK) mit Sitz in Rendsburg. Das WSA NOK ist eines von 17 Wasserstraßen- und Schifffahrtsämtern in Deutschland und gehört zum Dienstbereich der Generaldirektion Wasserstraßen und Schifffahrt. Der Bauhof Rendsburg betreut wie zuvor die Staatswerft Rendsburg-Saatsee Wasserfahrzeuge und technische Anlagen des Kanals und nimmt insbesondere Wartungs- und Instandsetzungsarbeiten an Schiffen, Anlagen und Seezeichen des WSA NOK wahr. Dazu gehört auch die Wartung der NOK-Fähranleger sowie die Reparatur und Wartung der Anlagen im Rendsburger Straßen- und Fußgängertunnel. Außerdem ist der Bauhof für die Wartungsarbeiten der vierzehn Kanalfähren und der Schwebefähre in Rendsburg zuständig und ist in den folgenden 7 Abteilungen organisiert:
- Maschinenbau
- Schiffbau/Stahlbau
- Elektrotechnik
- Holzwerkstatt
- Magazin
- Planmäßige Unterhaltungsarbeiten
- Tauchergewerk

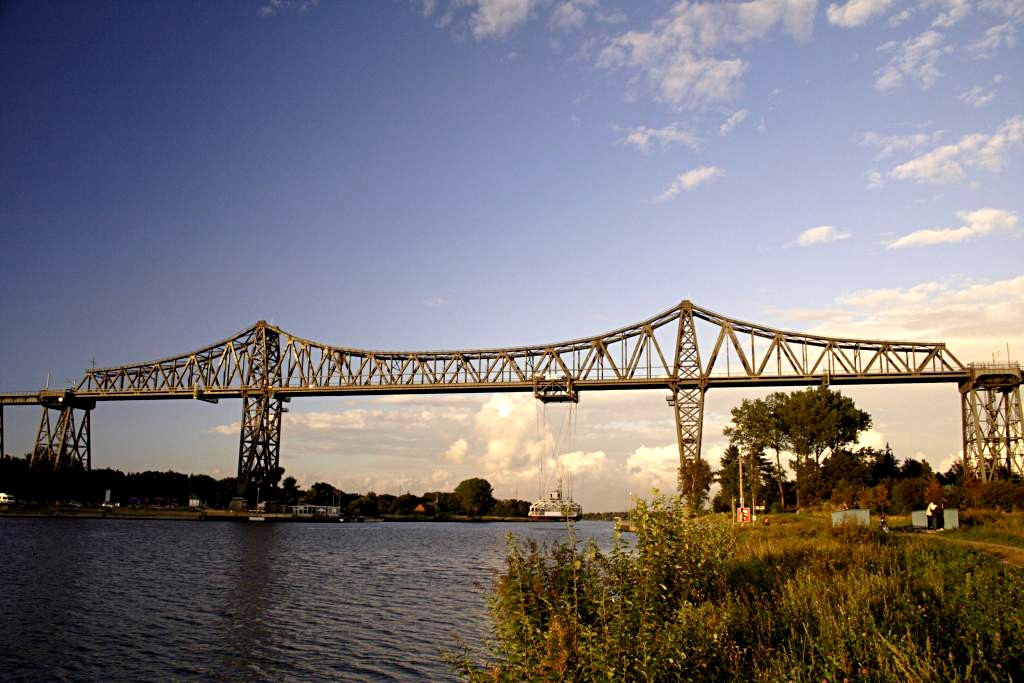
Rendsburg, Rendsburger Hochbrücke mit Schwebefähre

Für diese Aufgaben arbeiten im Bauhof rund 65 Mitarbeiter in den Werkstätten, der Schiffbauhalle und im Hafen mit Slipanlage. Die Maschinenwerkstatt (Gebäude VIII) mit dem historischen Dampfhammer und der Wasserturm der Saatseewerft sind in der Liste der Kulturdenkmale in Rendsburg eingetragen. In der eigenen Ausbildungswerkstatt und den anderen Werkstätten sind außerdem fast 30 Auszubildende beschäftigt.